# Mim

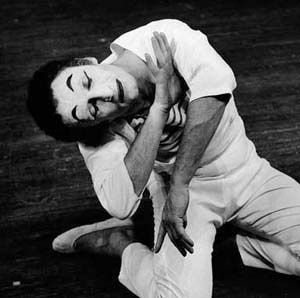
Marcel Marceau

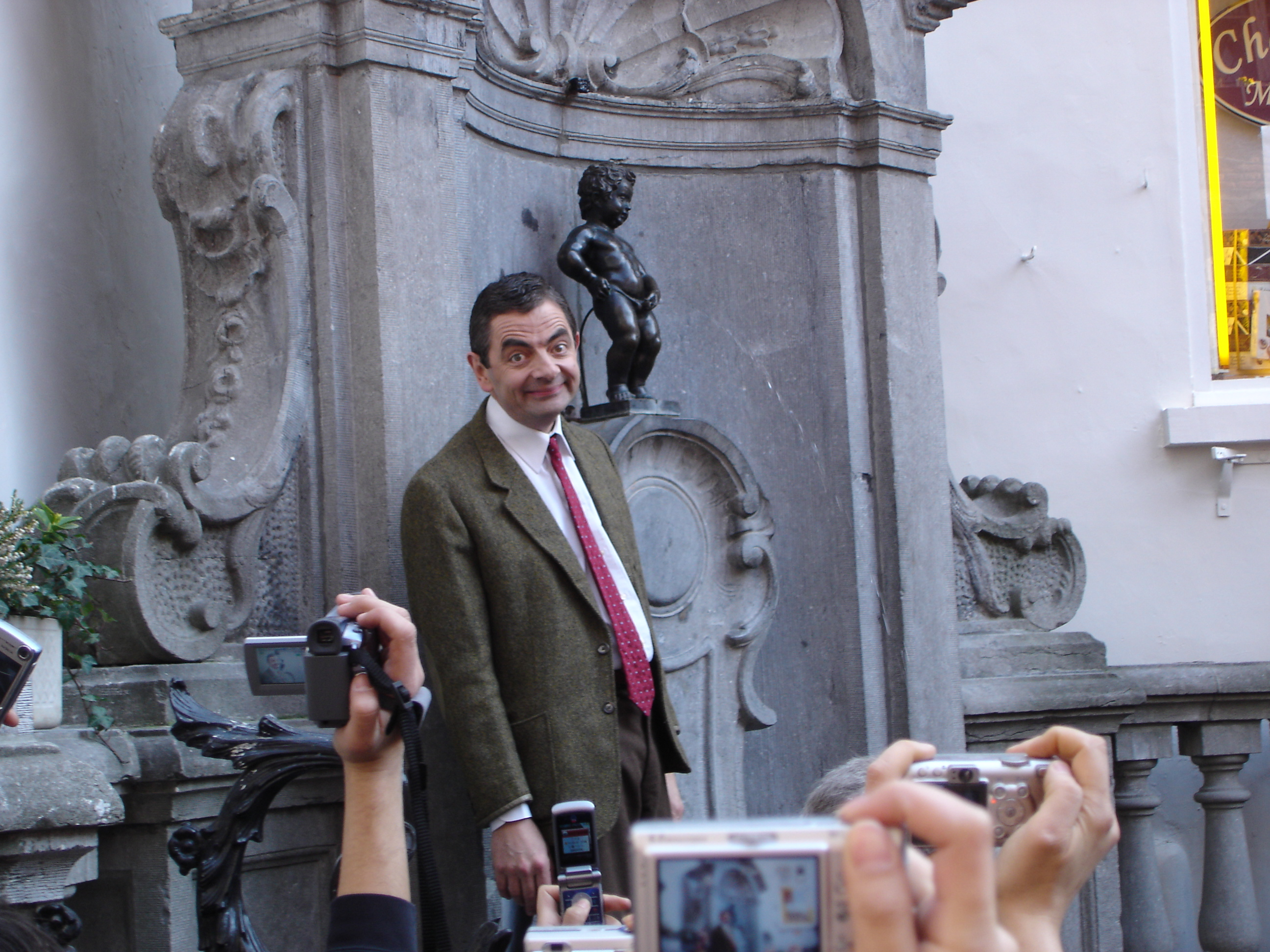
Rowan Atkinson

El mim (del grec μῖμος mīmos, 'imitador', 'actor') és una tècnica d'actuació, dins de les arts escèniques, que utilitza el gest, en concret la mímica, i no fa servir el llenguatge parlat. Exemples als Països Catalans són Vol Ras i El Tricicle.
La mímica era un element important als grans teatres antics, on una part del públic no podia sentir els actors. Els primers mims europeus van aparèixer als teatres de Grècia i Roma, al segle v aC. De vegades els espectacles de mim es combinaven amb música. A Àsia els mims es troben al teatre musical clàssic de l'Índia i al teatre clàssic japonès, per exemple.
L'aparició del cinema, que en origen era mut, va popularitzar grans mims com ara Charles Chaplin o Buster Keaton. També és un recurs freqüent en arts escèniques populars i de carrer, especialment si poden incloure públic de diferents llocs, per a passar l'obstacle de la llengua, espais molt grans o sorollosos. S'inclou al butoh, que actualment s'ha estès a tot el món.

## Història
A Europa, la pantomima va originar-se al començament de l'antiga Grècia. Existia un espectacle que podia no ser silenciós i al qual actuava una sola persona, amb una màscara anomenada «pantomimus». Aquest gènere, que també fou molt popular a l'antiga Roma, ja s'anomenava mim. A l'edat mitjana s'usava a espectacles amb màscares, per exemple i típicament per Carnestoltes i al teatre medieval. Després hi ha continuat havent hagut teatre silenciós al llarg de tota la història, amb màscara o sense (i també teatre amb màscara que inclou text i paraules); per exemple al teatre isabelí als segles xvi i xvii, el teatre de màscares del segle xvii, l'Harlequinada al segle xix, etc. A Àsia el mim era pressent al kabuki japonès, per exemple, ja al segle xvii.
A començaments del segle xix, a França, en Jean-Gaspard Deburau va solidificar els atributs que defineixen la clàssica figura del mim silenciós i amb la cara pintada de blanc. A la primera meitat del segle xx, Jacques Copeau, considerava que les tècniques de la Comédie-Française donaven sensació de falsedat i, basant-se en la Commedia dell'Arte i el Noh japonès, va desenvolupar un nou mètode de formació d'actors i nou estil d'actuació que va anomenar "nouvelle comédie". Aquesta usava màscares a l'entrenament actoral, per desenvolupar l'expressivitat física i corporal. El seu alumne Étienne Decroux va continuar explorant i desenvolupant les possibilitats del mim amb el que va anomenar "mim corporal", aquest no es limita al realisme naturalista sinó que contempla també el surrealisme, la forma, etc. Al llarg del segle xx, Jacques Lecoq va desenvolupar significativament les tècniques de mim i de moviment corporal, dintre del seu mètode de les accions físiques per a la formació d'actors (que també inclou veu i altres elements i disciplines) el teatre físic.

## Mims destacats
- Charles Chaplin
- Adam Darius
- Jean Gaspard Debureau (Pierrot)
- Buster Keaton
- Harpo Marx
- Marcel Marceau
- Jean-Louis Barrault
- Étienne Decroux
- Jacques Tati
- Enric Adams
- Tricicle
- Vol Ras
- Andrzej Leparski
- Henryk Tomaszewski
- Samy Molcho
- Rowan Atkinson (Mr. Bean)
- Carlos Martínez Álvarez
- Pablo Zibes
- Frederik Vanmelle
- Peter Roberts